# Cattleya forbesii
La Cattleya forbesii es una especie de orquídea epifita y ocasionalmente litofita que pertenece al género de las Cattleya.  

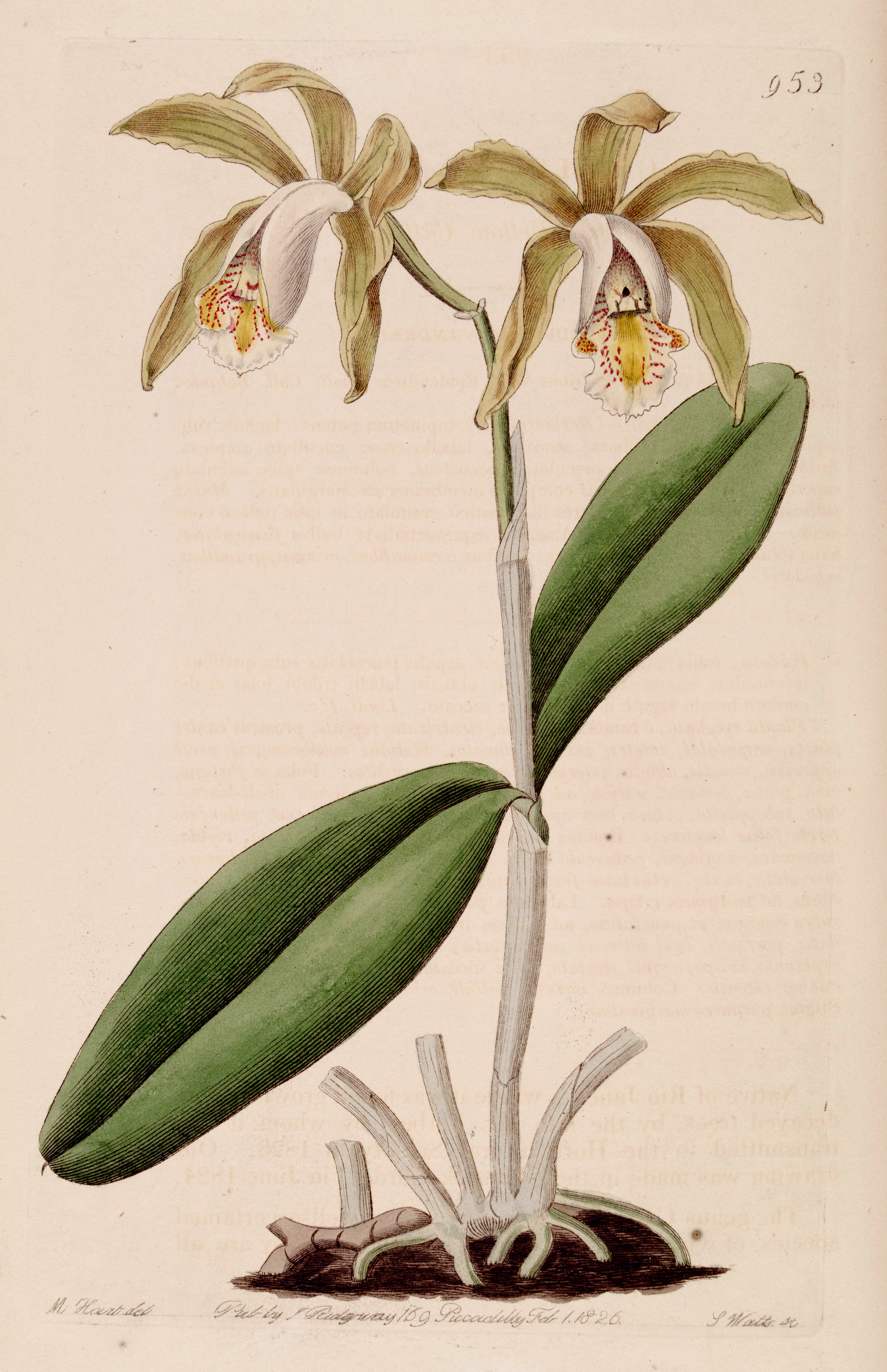
Ilustración

## Descripción
Es una orquídea de tamaño mediano, de hábitos  epifita y ocasionalmente litofitas con pseudobulbos ligeramente hinchados subtendidos por varias vainas membranosas y que llevan 2 hojas apicales, oblongas , coriáceas, redondeadas, con muescas apicales. Florece desde el otoño hasta la primavera en una inflorescencia erecta, terminal, de 9 a 15 cm de largo, con 1 a 6 flores, cubiertas basalmente por una vaina de larga vida, fragante, cerosa, de dende surgen flores de colores variables. 

## Cultivo
Mejor crece montada en helecho arborescente o corcho o en maceta en un medio con buen drenaje, luz brillante, de fresco a temperaturas cálidas y un verano cálido y húmedo y con un ligero descanso de invierno después de la floración.

## Distribución
Se encuentra en Brasil cerca de arroyos o de la costa del mar en los árboles y las rocas o en los arbustos bajo los árboles a altitudes de hasta 200 metros.    

## Taxonomía
Cattleya forbesii fue descrita por John Lindley y publicado en Collectanea Botanica sub t. 37. 1821.
Etimología
Cattleya: nombre genérico otorgado en honor de William Cattley orquideólogo aficionado inglés,
forbesii: epíteto otorgado en honor de Forbes (recolector inglés de orquídeas de los años 1800).
Sinonimia
- Cattleya fulva Beer
- Cattleya isopetala Beer
- Cattleya pauper (Vell.) Stellfeld
- Cattleya vestalis Hoffmanns.
- Epidendrum forbesii (Lindl.) Rchb.f.
- Epidendrum pauper Vell.
- Maelenia paradoxa Dumort.[1][4][5]